# Катаро-киргизские отношения
Киргизско-катарские отношения — двусторонние дипломатические отношения между Кыргызстаном и Катаром. Государства являются членами Организации Объединённых Наций (ООН).

## История
Дипломатические отношения между Кыргызстаном и Катаром были установлены 3 марта 1998 года.
В обеих странах существуют посольства двух государств. Посольство Катара было открыто 2 октября 2012 года, а посольство Кыргызстана было открыто в сентябре 2015 года.

## Визиты
В декабре 2022 года президент Садыр Жапаров прибыл в Кувейт с официальным визитом. В июне 2023 года эмир Тамим ибн Хамад Аль Тани прибыл в Кыргызстан с официальным визитом.

## Торговля
Объём двухсторонней торговли в 2021 году был около 120 тыс. долларов.